# Château de Thorigny-sur-Oreuse
Le château de Thorigny-sur-Oreuse est un ancien château situé à Thorigny-sur-Oreuse, en France.

## Localisation
Le château était situé dans le département français de l'Yonne, sur la commune de Thorigny-sur-Oreuse.

## Description
Le château du xviiie siècle a été détruit en 1806. Seul subsiste le parc avec ses bassins et canaux.

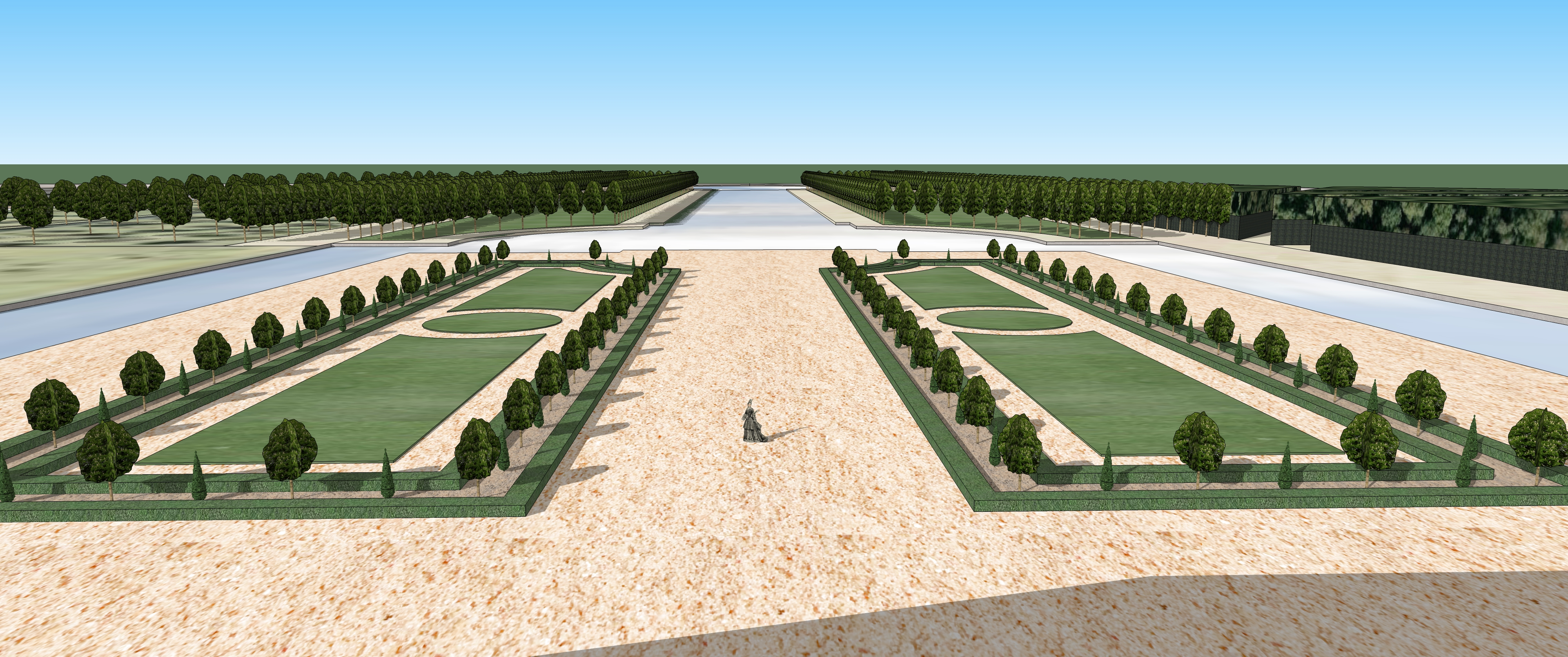
Vue du premier étage du château de Thorigny en direction du jardin.

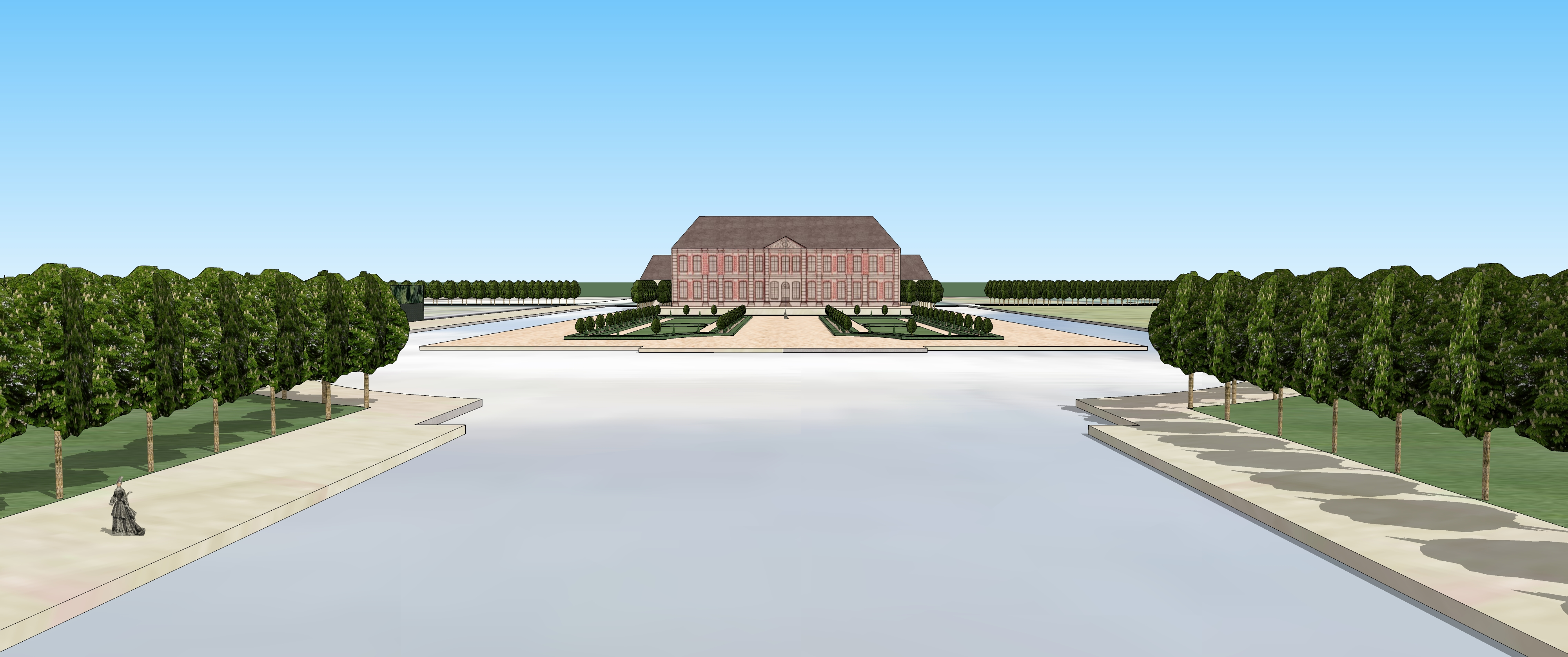
Vue cavalière du château de Thorigny depuis le canal.

## Historique
Thorigny a disposé de cinq châteaux :
- un château au XIIIe siècle, déjà positionné sur un étang.
- un château au XVe siècle, lui aussi entouré d'eau, propriété successive des familles Du Plessis (de Plessis-Saint-Jean et Sergines), de Sergines, de Hemery, Juvenal des Ursins (chancelier de France).
- un château des XVIe et XVIIe, entouré d'eau, dominant l'étang que ferme un moulin à eau. Il est précédé par une basse-cour doté de douves sèches, et communiquant avec Thorigny par un pavillon commandant un pont-levis. Ce château a été la propriété des Belleville, de Neufviz, de Raoul, de Jean-Baptiste Lambert (1608+1644), de son frère Nicolas Lambert (1617+1692) et de son neveu Claude-Jean-Baptiste Lambert (1653+1703). Vers 1680, l'étang est comblé et le jardin redessiné (entrepreneur Jean Laboursai 1685). 
Le jardin de l'ancien château avec ses canaux, bassins, fossés, ponts, potagers, parterres, murs de clôture et pilastres est inscrit au titre des monuments historiques en 1995 et 2002. Une affiche des années 1740 mentionne que le parc a été dessiné par le "fameux Monsieur Lenôtre". Or celui-ci a eu pour supérieur direct le gouverneur de Versailles Alexandre Bontemps (par ailleurs premier valet de chambre de Louis XIV, successeur de Colbert à la tête du palais), beau-père de Claude-Jean-Baptiste Lambert, et Louis XIV a offert une magnifique parure pour ces noces (1682). Ces faits donnent un grand crédit à l'affiche. 
- un château construit en 1726 par un Alexandre-Jean-Baptiste Lambert (1706+1726), très éloigné du précédent qui lui servit avec la basse-cour de carrière de pierres. Cet édifice Régence est agrandi. Ses successeurs Planelli étant spoliés en tant qu'émigrés, le château entre dans une spirale de vente. Il est finalement acquis par des entrepreneurs d'origine italienne vivant à Auxerre (Heinz) qui le rasent en 1806. Les cheminées en marbre de Rance sont acquises par des habitants de Thorigny (trois subsistent). La bibliothèque d'Auxerre et la British Library ont une partie de la bibliothèque du château, des fonds d'études (notamment sur l'histoire du Lyonnais) gisent aux Archives de l'Yonne. À son retour d'émigration, la famille Planelli, partie s'établir à Grenoble, n'a pu rentrer qu'en possession des bois sur l'ensemble de ses biens spoliés. 
- une grande maison bourgeoise bâtie sous la Restauration, disposant d'une grande partie du parc, et notamment du réseau des canaux mis en place à la fin du XVIIe. 